# Еквіваленція
Еквіваленція, також еквівалентне судження, тотожне судження, логічна рівність — вид складних суджень, які будуть істинними у тому разі, коли збігатимуться істиннісні значення тих суджень, із яких вони складаються, тобто тоді, коли обидві її частини будуть або разом істинні, або разом хибні. Це судження, в які об'єднуються прості судження зі взаємною (прямою або зворотною) умовною залежністю. Оператор еквіваленції позначається символами: “↔”, “≡”. Еквівалентні судження утворюються з простих, а аналогом оператора еквіваленції в еквівалентних судженнях в українській мові є сполучник «якщо і тільки якщо..., то...», «тільки у тому випадку ... якщо», «тоді і тільки тоді ... коли», «якщо ... тоді ..., і навпаки», «... еквівалентне ...» та інші. Екзистенційні судження є окремим видом атрибутивних суджень, в яких ідеться про наявність або відсутність самого предмета думки. Предикат них позначається словами: «існує» («не існує»), «є» («не є»), «був» («не був») тощо. Елементарні (прості) судження містять у своїй структурі лише один суб'єкт і один предикат.